# Brodiaea terrestris
Brodiaea terrestris là một loài thực vật có hoa trong họ Măng tây. Loài này được Kellogg mô tả khoa học đầu tiên năm 1859.

## Hình ảnh

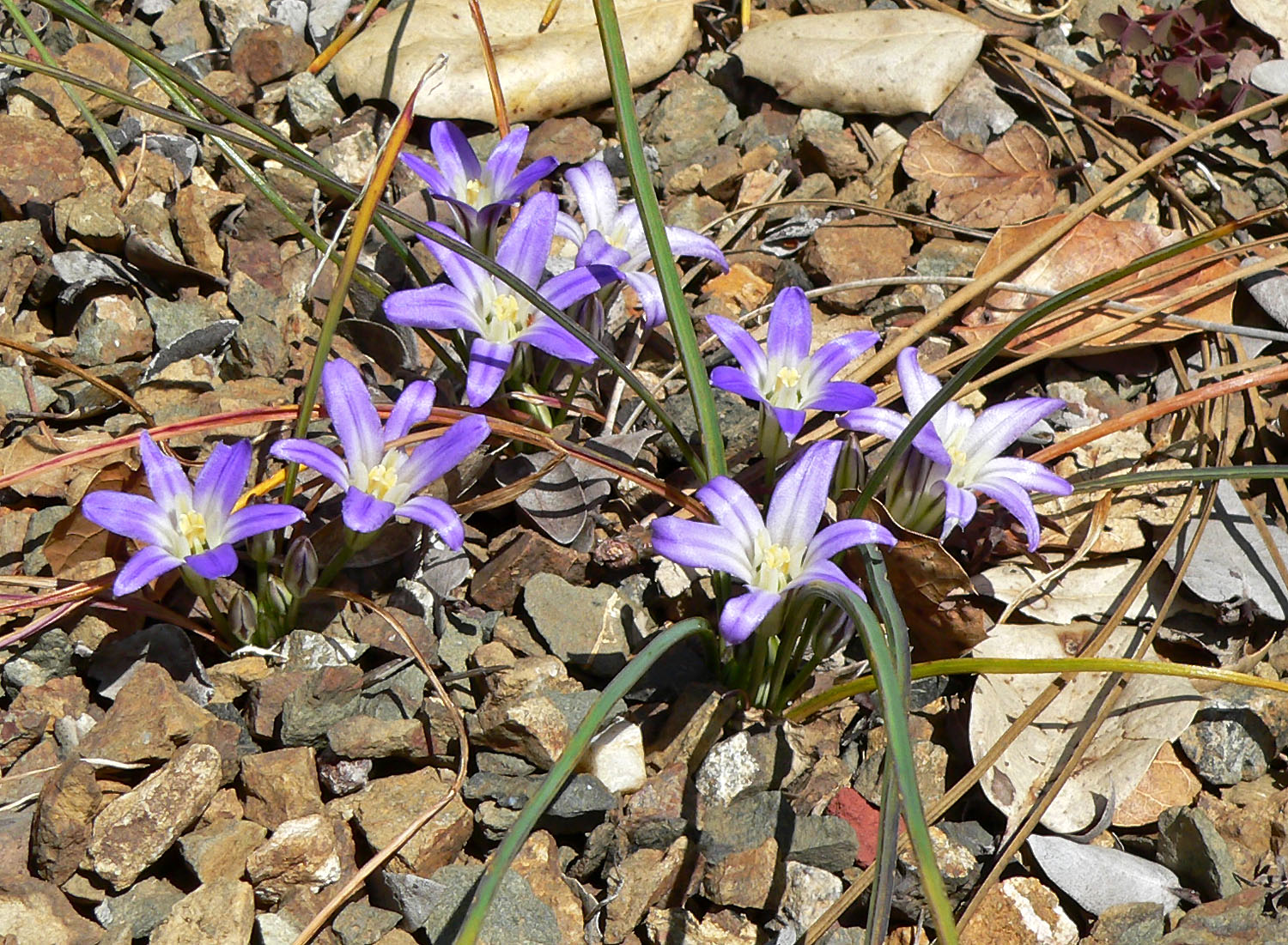
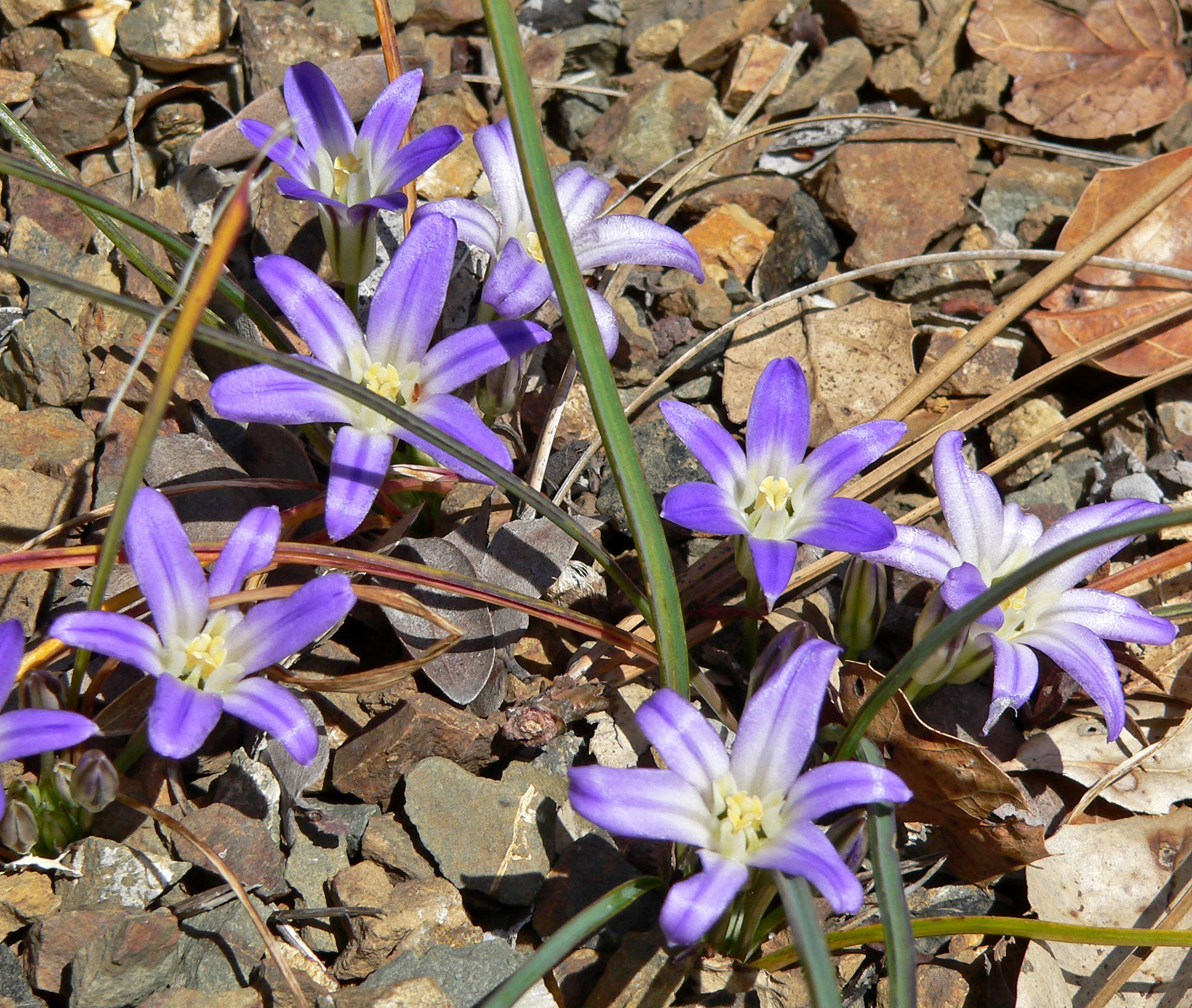
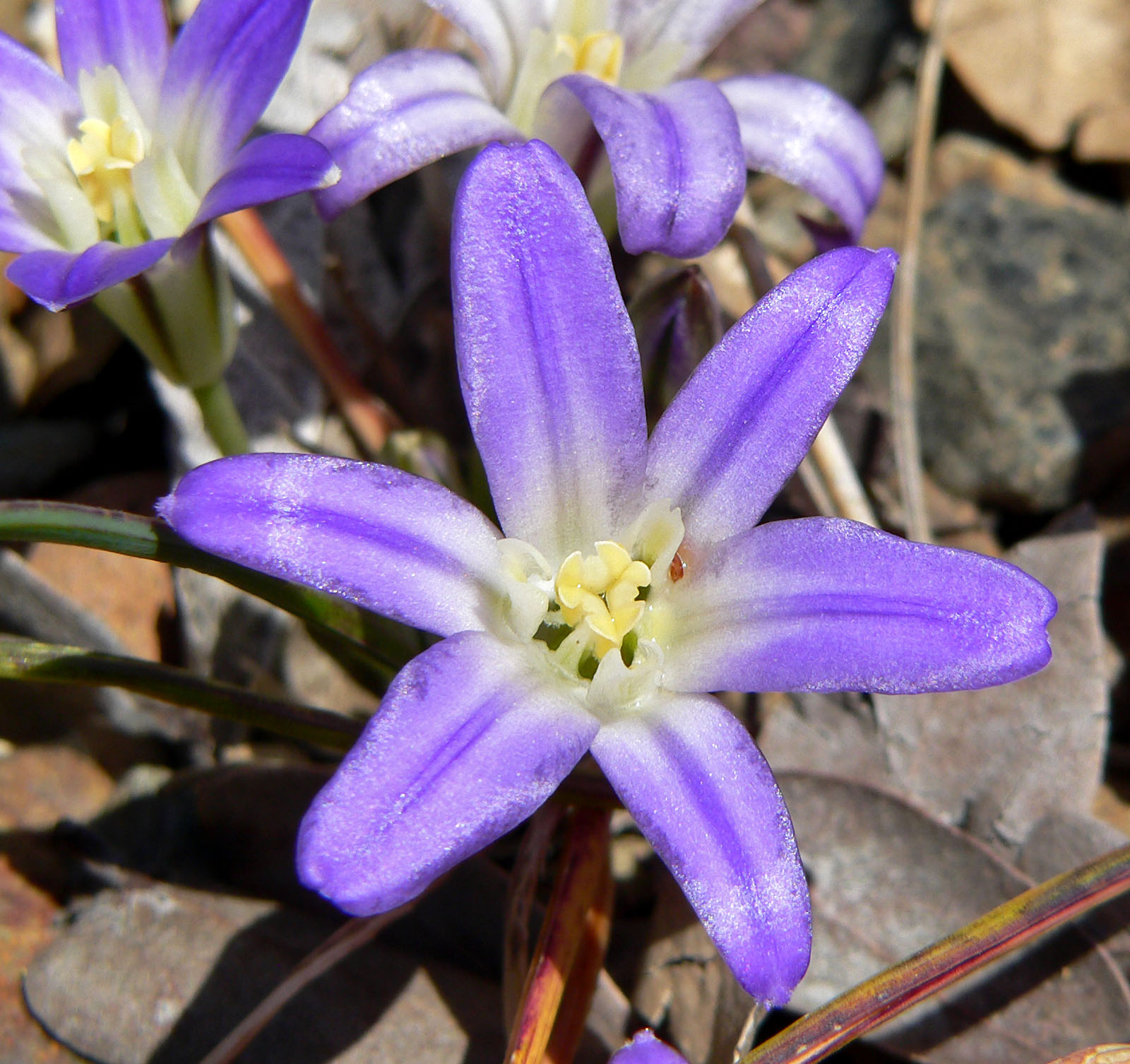
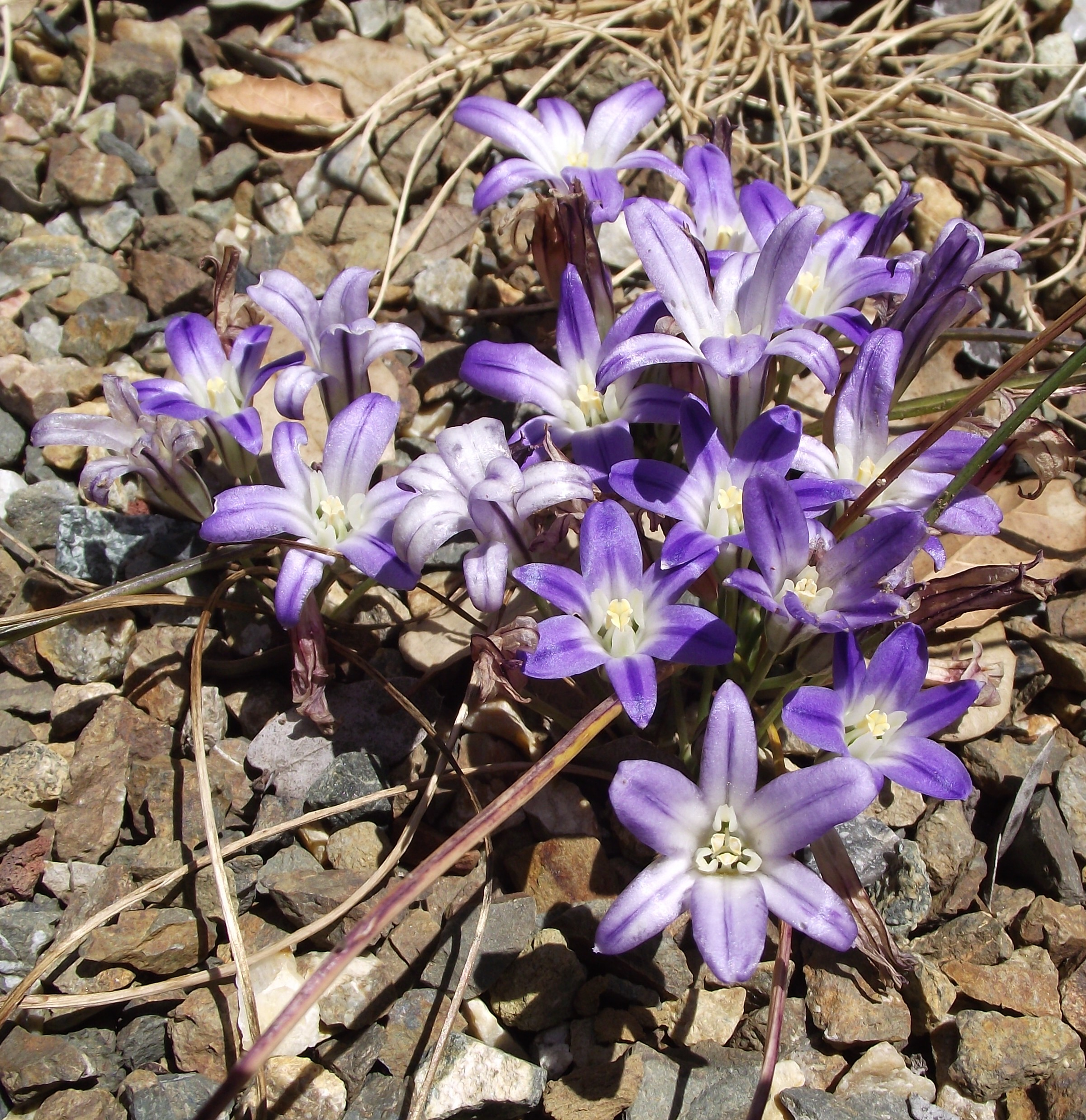